# Таиз
Та́из (араб. تعز‎) — город в Йемене, находится примерно в часе езды от йеменского порта Моха на Красном море. Город расположен на высоте примерно 1400 метров над уровнем моря, 615 467 жителей (2005, оценка). Административный центр мухафазы Таиз. Международный аэропорт.
Рельеф города Таиз отличается резкими перепадами высот. Над городом возвышается гора Сабир (высота 3006 метров).

## Климат
| Показатель                    | Янв. | Фев. | Март | Апр. | Май  | Июнь | Июль | Авг. | Сен. | Окт. | Нояб. | Дек. | Год  |
| ----------------------------- | ---- | ---- | ---- | ---- | ---- | ---- | ---- | ---- | ---- | ---- | ----- | ---- | ---- |
| Средний суточный максимум, °C | 25,9 | 27,2 | 29,6 | 30,2 | 32,2 | 32,3 | 31,9 | 31,2 | 31,4 | 30,0 | 27,6  | 25,3 | 29,6 |
| Средняя температура, °C       | 18,9 | 20,4 | 22,3 | 23,4 | 25,1 | 25,5 | 25,9 | 24,9 | 24,5 | 23,0 | 21,0  | 18,7 | 22,8 |
| Средний суточный минимум, °C  | 12,0 | 13,6 | 15,1 | 16,7 | 18,1 | 18,7 | 19,9 | 18,7 | 17,6 | 16,0 | 14,4  | 12,2 | 16,0 |
| Норма осадков, мм             | 7    | 10   | 27   | 49   | 69   | 44   | 68   | 91   | 65   | 24   | 11    | 5    | 470  |
| Источник:                     |      |      |      |      |      |      |      |      |      |      |       |      |      |

## Административное деление
Город делится на три района:
- Аль-Музаффар
- Аль-Кахира
- Салах[1]

## История

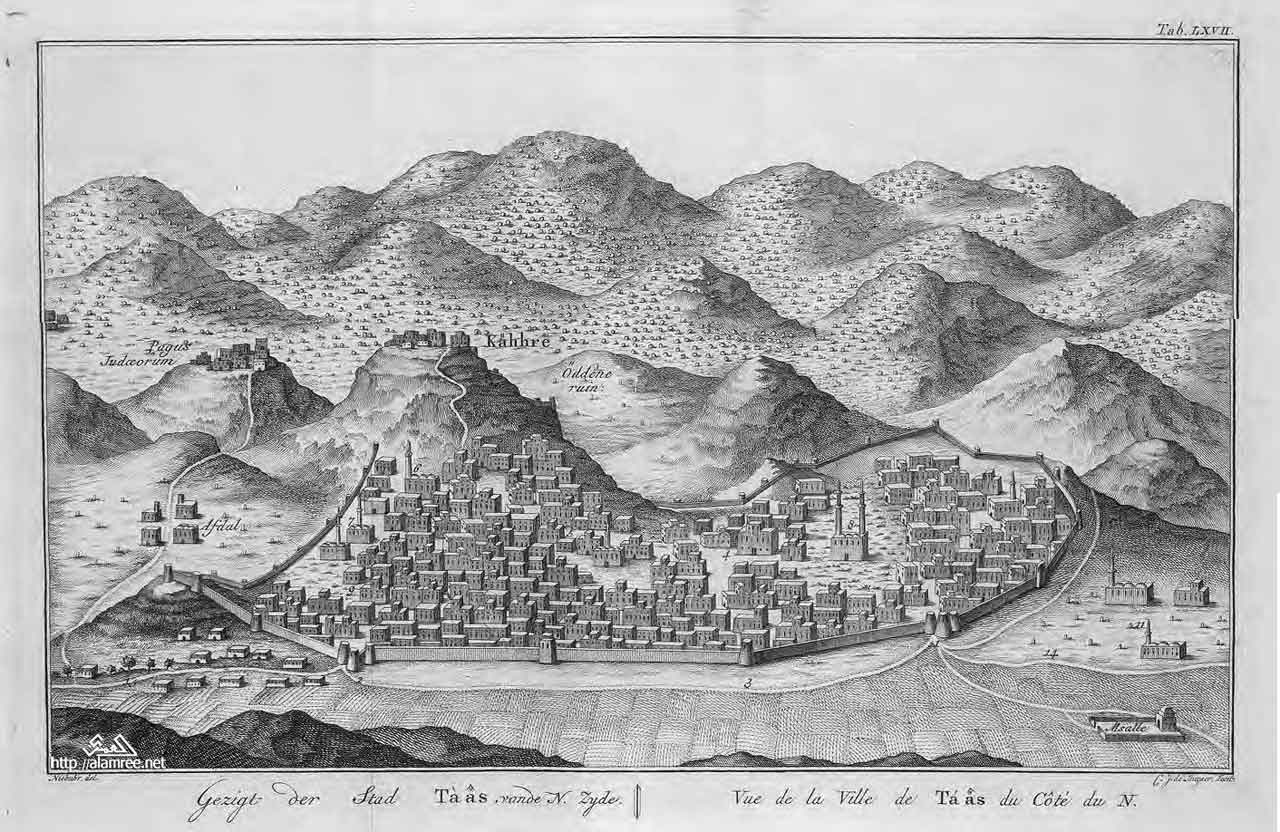
Таиз в 1762—1763 год

Таиз отсутствует в географических трудах аль-Хамдани по Йемену, самые ранние упоминания о Таизе относятся к XII веку, когда Сулайхиды (1047—1138), контролировавшие южное нагорье Йемена и Тихаму, решили построить цитадель (касбу) на стратегическом обнажении, расположенном на северной стороне горы Сабир. В то время внизу горы могло возникнуть ядро поселения. Однако именно прибытие войск Айюбидов в Йемен в 1173—1174 годах сделало касбу одной из их главных цитаделей в нижнем Йемене. В 1175 году Таиз стал столицей айюбидского Йемена. В 1288 году султан аль-Музаффар Юсуф I сделал Таиз второй столицей династии Расулидов после Забида. В XIV веке Таиз посетил Ибн Баттута, который описал его как один из крупнейших и красивейших городов Йемена. 
Ибн аль-Муджавир оставил описание касбы Таиза, а также уточнил, что цитадель расположена между двумя поселениями (madinatayn), названными аль-Маграба и Удайна. Как видно из названия, аль-Маграба располагалось на западных склонах горы Сабир, а Удайна — у её северного подножия. Возможно, Удайна была более древним из двух поселений. Оба названия, однако, отсутствуют в ранних источниках, в том числе, в трудах аль-Хамдани. 
В 1546 году касба и город были завоёваны армией Османской империи, оснащённой артиллерийскими орудиями.

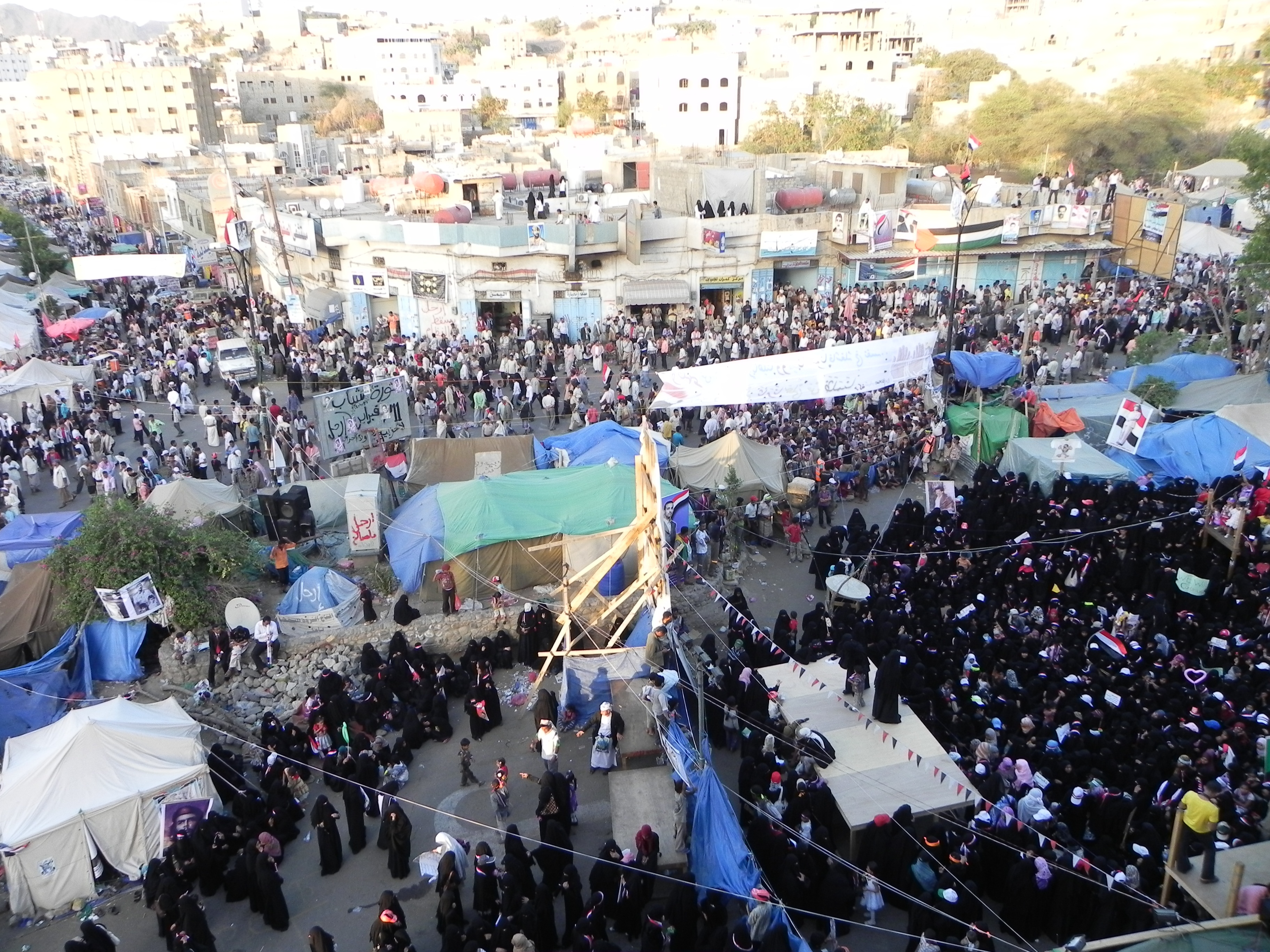
Протест на площади Al-Hurreya в Таизе, 17 апреля 2011 года.

1918: Турки уступают Таиз получившему независимость Йеменскому Мутаваккилийскому Королевству.
1948: Таиз становится столицей Йемена с резиденцией имама.
1962: Столица снова переносится в Сану.
1960-е: В Таизе открываются первые в Йемене водоочистные сооружения.
2011: Во время протестов в Йемене в 2011 году в апреле 2011 года Таиз был центром сопротивления власти в Йемене. В сентябре и октябре 2011 года Таиз был ареной боёв между правительственными войсками и вооруженными племенными бойцами.

## Архитектура

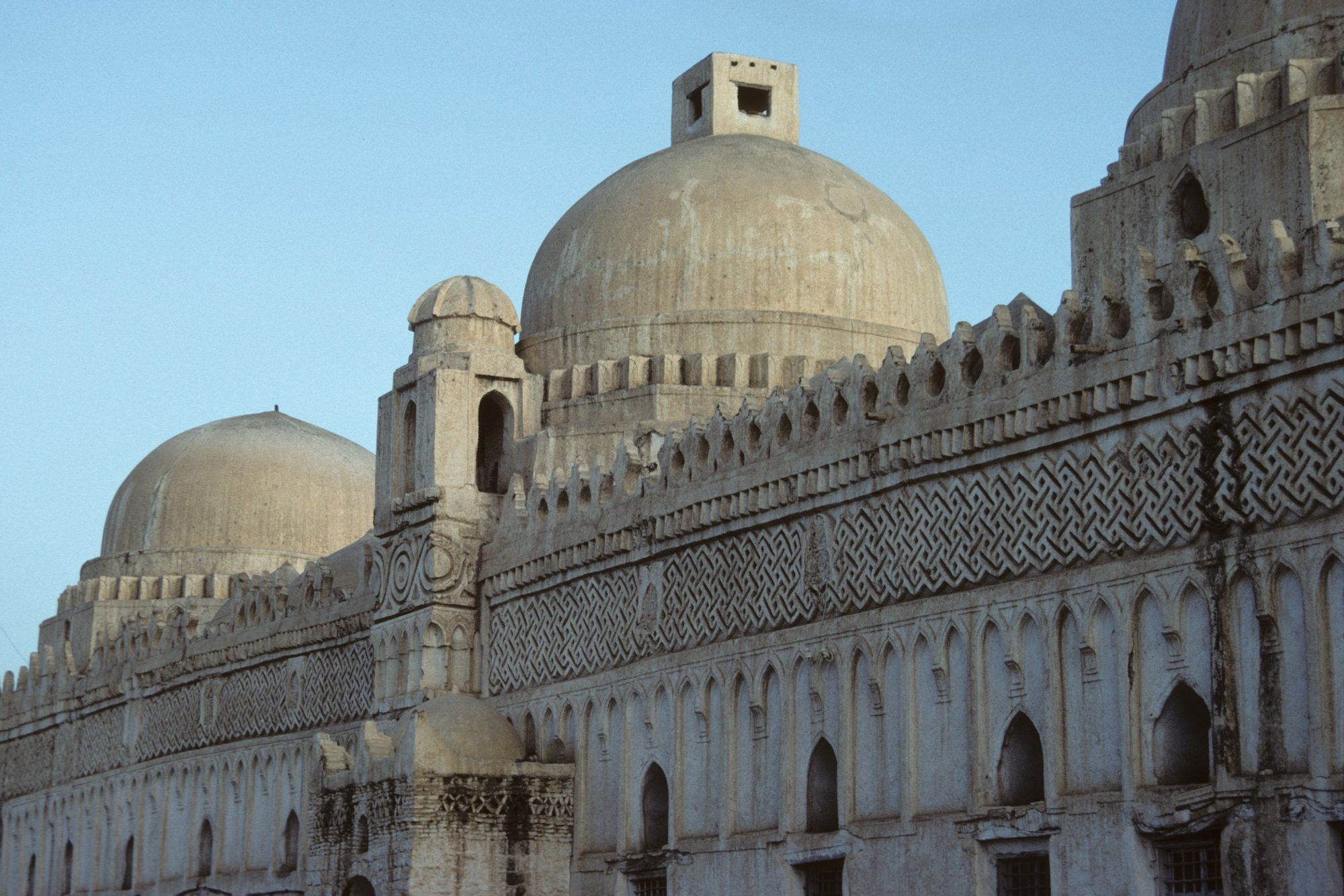
Мечеть Джами аль-Музаффар

В городе много старых красивых кварталов, дома — чаще всего — построены из коричневого кирпича, а мечети и медресе обычно белые.
Наиболее известные из сохранившихся зданий были возведены в эпоху правления династии Расулидов — это мечеть Джами аль-Музаффар (или «Пятничная мечеть», кон. XIII — кон. XIV вв.), мечеть аль-Ашрафия (кон. XIII — кон. XIV вв.) и медресе аль-Мутабия (кон. XIV века). Все три памятника находятся на территории исторического района Удайна — одного из двух поселений, которые сформировали ядро города у подножия горы Сабир, на которой находится касба Таиза — крепость аль-Кахира. 
Также следует упомянуть Дворец наместника, расположенный на самой вершине горы, на высоте 450 метров над центром города.

## Экономика
Экономика Таиза основывается на кофе, который выращивают в окрестностях города наряду со слабодействующим наркотиком катом и овощами. Из промышленности и ремесел необходимо упомянуть хлопчатобумажное ткачество, кожевенное производство и ювелирное производство. Таиз — крупнейшая в Йемене индустриальная база, благодаря инвестициям группы Hayel Saeed.

## Образование
В Таизе имеется мусульманское медресе, имеющее статус университета.